# Innings
Innings ou entradas no jogo de críquete, é uma divisão da partida na qual o time está habilitado para rebater ou para arremessar, é o 12º artigo das Leis do críquete.
o termo Innings é de uma origem incerta, e é dito sempre no plural, diferentemente do esportes que utilizam o mesmo termo como o beisebol e o softbol, que e dito apenas inning.